# Dänische Badmintonmeisterschaft 1955
Die Dänische Badmintonmeisterschaft 1955 fand in Kopenhagen statt. Es war die 25. Austragung der nationalen Titelkämpfe im Badminton in Dänemark.

## Titelträger
| Disziplin    | Sieger                                                        |
| ------------ | ------------------------------------------------------------- |
| Herreneinzel | Finn Kobberø, Københavns BK                                   |
| Dameneinzel  | Inger Kjærgaard, Odense BK                                    |
| Herrendoppel | Finn Kobberø Jørgen Hammergaard Hansen, Københavns BK         |
| Damendoppel  | Aase Winther Anni Jørgensen, Københavns BK                    |
| Mixed        | Poul-Erik Nielsen, Skovshoved IF Kirsten Thorndahl, Amager BC |